# 1987 w literaturze
Wydarzenia literackie w 1987 roku.

## Wydarzenia
- polskie
- zagraniczne

## Nowe książki (proza beletrystyczna i literatura faktu)
- polskie
  - Stanisław Bereś – Rozmowy ze Stanisławem Lemem
  - Paweł Huelle – Weiser Dawidek
  - Stanisław Lem
    - Fiasko
    - Pokój na Ziemi

  - Waldemar Łysiak – Wyspy bezludne
  - Marek Nowakowski – Portret artysty z czasu dojrzałości (Niezależna Oficyna Wydawnicza NOWA)
  - Ewa Maria Ostrowska - W tej sali nie ma złodziei (Młodzieżowa Agencja Wydawnicza)[1]
  - Alfred Szklarski – Tomek w Gran Chaco (Wydawnictwo Śląsk)[2] – ostatni tom cyklu powieści o Tomku Wilmowskim napisany przez Szklarskiego
  - Lucjan Wolanowski – Ani diabeł, ani głębina: Dzieje odkryć Australii, opowiedziane ludziom, którym się bardzo spieszy
- zagraniczne
  - Paulo Coelho – Pielgrzym (Diário de Um Mago)
  - Bohumil Hrabal
    - Schizofreniczna ewangelia (Schizofrenické evangelium)
    - Drybling Hidegkutiego, czyli rozmowy z Hrabalem (Kličky na kapesníku)
    - Atomová mašina značky Perkeo
    - Básnění
    - Fuga naiwna (Naivní fuga)
    - Stůl, kterému chybí noha
    - Romantycy (Romantici)
    - Protokół, czyli przyczynek do renesansu spisany wspólnie z moim stryjem Józefem (Protokol aneb Příspěvek k renesanci, sepsaný s mým strýcem Josefem)

  - Toni Morrison – Ukochana (Beloved)
  - Haruki Murakami – Norwegian Wood (Noruwei no mori)
  - Amos Oz – Czarna skrzynka (Kufsa szechora)
  - Ian Rankin – Supełki i krzyżyki (Knots & Crosses)
- wydania polskie tytułów zagranicznych
  - Umberto Eco – Imię róży (Il nome della rosa), przeł. Adam Szymanowski
  - Bohumil Hrabal – Obsługiwałem angielskiego króla (Obsluhoval jsem anglického krále), przeł. Jan Stachowski
  - Kir Bułyczow – Wielki Guslar i okolice[3]

## Wywiady
- polskie
- zagraniczne
- wydania polskie tytułów zagranicznych

## Dzienniki, autobiografie, pamiętniki
- polskie
- zagraniczne
- wydania polskie tytułów zagranicznych

## Nowe eseje, szkice i felietony
- polskie
- zagraniczne
- wydania polskie tytułów zagranicznych

## Nowe dramaty
- polskie
  - Sławomir Mrożek – Portret
- zagraniczne
  - Arthur Miller – Strzeż się pamięci (Danger Memory!)
- wydania polskie tytułów zagranicznych

## Nowe poezje
- polskie
  - Roman Brandstaetter
    - Księga modlitw starych i nowych
    - Pieśń o życiu i śmierci Chopina

  - Józef Łobodowski
    - Pamięci Sulamity (wiersze poświęcone Zuzannie Ginczance)
    - Rachunek sumienia (wybór wierszy 1940-1980)
- zagraniczne
  - Yves Bonnefoy, Ce qui fut sans lumière
- zagraniczne antologie
- wydane w Polsce wybory utworów poetów obcych
- wydane w Polsce antologie poezji obcej

## Nowe prace naukowe i biografie
- polskie
  - Małgorzata Czermińska - Autobiografia i powieść czyli Pisarz i jego postacie (Wydawnictwo Morskie)[4]
- zagraniczne
- wydania polskie tytułów zagranicznych

## Urodzili się
- 16 lipca - Martyna Raduchowska, polska pisarka

## Zmarli
- 23 stycznia – Gregor Strniša, słoweński poeta i dramaturg (ur. 1930)
- 29 stycznia – Carlo Cassola, włoski powieściopisarz i eseista (ur. 1917)
- 2 lutego – Alistair MacLean, brytyjski autor powieści sensacyjnych (ur. 1922)
- 4 kwietnia
  - Agjej, indyjski poeta, pisarz i krytyk literacki (ur. 1911)
  - C.L. Moore, amerykańska pisarka (ur. 1911)
- 10 kwietnia – Jurij Pilar, radziecki pisarz (ur. 1924)
- 11 kwietnia:
  - Erskine Caldwell, amerykański pisarz i publicysta (ur. 1903)
  - Primo Levi, włoski pisarz i chemik (ur. 1919)
- 14 kwietnia – Feliks Rajczak, polski poeta i działacz kulturalny (ur. 1938)
- 4 maja – Konstanty Jeleński, polski eseista i publicysta (ur. 1922)
- 18 maja – Heðin Brú, farerski prozaik i tłumacz (ur. 1901)
- 19 maja – James Tiptree Jr., amerykańska pisarka s-f (ur. 1915)
- 1 czerwca – Khwaja Ahmad Abbas, indyjski pisarz i dziennikarz (ur. 1914)
- 17 sierpnia – Carlos Drummond de Andrade, brazylijski pisarz i krytyk literacki (ur. 1902)
- 20 sierpnia – Helena Szwejkowska, polska bibliolog i bibliotekoznawca (ur. 1904)
- 22 sierpnia – Dionizy Maliszewski, polski poeta, publicysta (ur. 1931)
- 30 sierpnia – George Mikes, brytyjski pisarz i dziennikarz (ur. 1912)
- 31 sierpnia – Michał Borwicz, polski poeta i prozaik (ur. 1911)
- 3 września – Wiktor Niekrasow, radziecki pisarz (ur. 1911)
- 11 września – Mahadevi Varma, hinduska poetka (ur. 1907)
- 28 września – Roman Brandstaetter, polski pisarz, poeta, dramaturg i tłumacz (ur. 1906)
- 30 września – Alfred Bester, amerykański pisarz science fiction (ur. 1913)
- 3 października – Jean Anouilh, francuski dramatopisarz (ur. 1910)
- 19 października – Igor Newerly, polski prozaik (ur. 1903)
- 11 listopada – Abd ar-Rahman asz-Szarkawi, egipski prozaik i dramaturg (ur. 1920)
- 12 listopada – Anna Milska, polska pisarka i tłumaczka (ur. 1909)
- 24 listopada – Karol Bunsch, polski pisarz historyczny (ur. 1898)
- 30 listopada – Gwendolyn MacEwen, kanadyjska pisarka anglojęzyczna (ur. 1941)
- 1 grudnia – James Baldwin, amerykański powieściopisarz i eseista (ur. 1924)
- 3 grudnia – Christine Busta, austriacka pisarka i poetka (ur. 1914)
- 17 grudnia – Marguerite Yourcenar, francuska pisarka (ur. 1903)
- 23 grudnia – Seweryn Pollak, polski poeta, eseista i tłumacz (ur. 1907)
- Malka Heifetz Tussman, amerykańsko-żydowska poetka tworząca w jidysz (ur. 1893)

## Nagrody
- Nagroda Nobla – Iosif Brodski
- Nagroda Kościelskich – nie przyznano
- Złoty Wieniec Strużańskich wieczorów poezji - Tadeusz Różewicz
- Nagroda Goncourtów – Tahar Ben Jelloun, La Nuit sacrée
- Nagroda im. Gottfrieda von Herdera – Roman Brandstaetter
- Nagroda Pulitzera (poezja) - Rita Dove za Thomas and Beulah
- Nagroda Cervantesa – Carlos Fuentes